# 辻治樹
辻 治樹（つじ はるき、1984年11月12日 - ）は、日本の俳優、声優。東京都出身。東映アカデミー出身。

## 出演作品

### テレビドラマ
- さわやか3組 - 本田悟（1995年、NHK教育テレビ）

### 吹き替え
- ピノキオ（ピノキオ） ※ブエナ・ビスタ版
- メリー・ポピンズ（マイケル・バンクス）